# Trigger the Bloodshed
Trigger the Bloodshed é uma banda britânica de death metal, formada em 2006 pelos guitarristas Rob Purnell e Martyn Evans em Bath, Inglaterra.

## Membros
Formação atual
- Jonny Burgan – vocalista (2008–presente)
- Rob Purnell – guitarra elétrica, vocais de apoio (2006–presente)
- Dave Purnell – baixo (2008–presente)
- Dan Wilding – bateria (2009–presente)

Antigos membros
- Martyn Evans – guitarra rítmica (2006–2011)
- Charlie Holmes – vocalista (2007–2008)
- Jamie O'Rourke – baixo (2007–2008)
- Max Blunos – bateria (2007–2009)

## Discografia
Álbuns
- Purgation (2008)
- The Great Depression (2009)
- Degenerate (2010)

EP's
- Kingdom Come EP (2011)